# Axinita
La axinita, también conocida como chorlo violado, tumita y yanolita, es la denominación general de varios minerales silicato alumínico doble borífero, que la IMA acepta como minerales distintos. Su nombre viene del griego axina (hacha), en alusión a sus cristales con esta forma derivados de prismas muy oblicuos con bases romboidales también muy oblicuas.

## Historia
Descubierto en 1797 por Jean-Godefroy Schreiber en el Oisans, también se debe a este naturalista el descubrimiento de la estilbita y la anatasa. La primera descripción se debe a Romé de Lisle, y el mineral fue nombrado luego por René-Just Haüy.

## Características químicas
Es un boro-silicato hidroxilado con calcio, aluminio y un metal que varía de unos minerales axinita a otros: hierro, magnesio o manganeso —Ca2(Mn,Fe,Mg)Al2BSi4O15(OH)—, con estructura molecular de sorosilicato.

## Minerales del grupo
Las cuatro especies minerales aceptadas del grupo son:
- Axinita-(Fe) o ferro-axinita,[4] de fórmula: Ca4(Fe2+)2Al4[B2Si8O30](OH)2, de color marrón violáceo a negra.

- Axinita-(Mg) o magnesio-axinita,[5] de fórmula: Ca4Mg2Al4[B2Si8O30](OH)2, de color azul claro a gris.

- Axinita-(Mn) o manganaxinita,[6] de fórmula: Ca4(Mn2+)2Al4[B2Si8O30](OH)2, color amarillo anaranjada.

- Tinzenita (Ca6Al4[B2Si8O30](OH)2), que sería como una axinita con calcio extra en sustitución del hierro, magnesio o manganeso.

## Formación y yacimientos
Se forma en vetas de rocas de metamorfismo de contacto y de alteración hidrotermal.
Pertenece a terrenos de cristalización; se encuentra, entre otros puntos, en algunos lugares de los Pirineos.

## Usos
Aunque la axinita no se emplea en bisutería, como cuando está labrada se asemeja a ciertas variedades de espinela, se puede llegar a considerar una piedra preciosa.

## Galería de imágenes

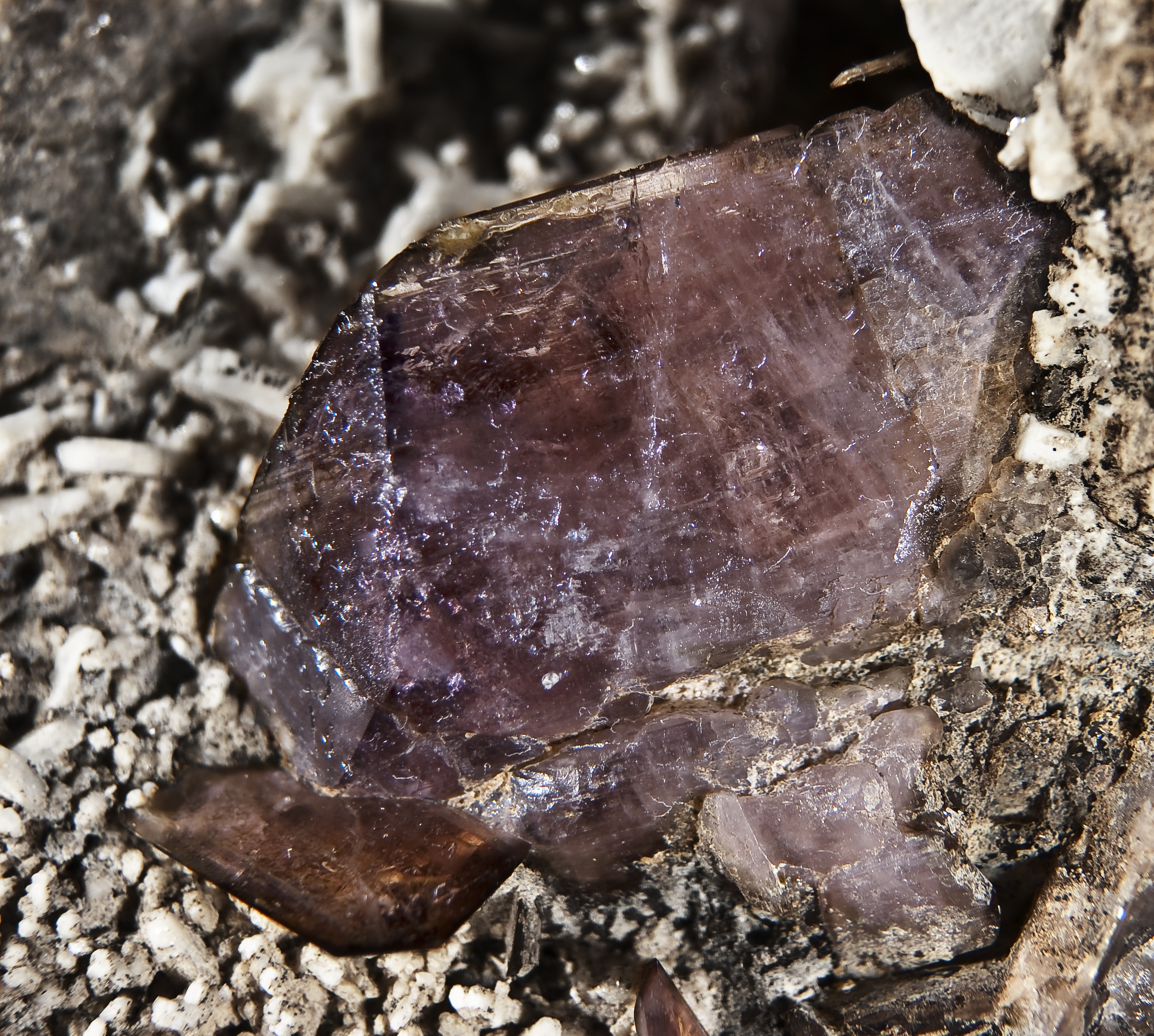
Ferro-axinita sobre albita - Arbizon Pirineos
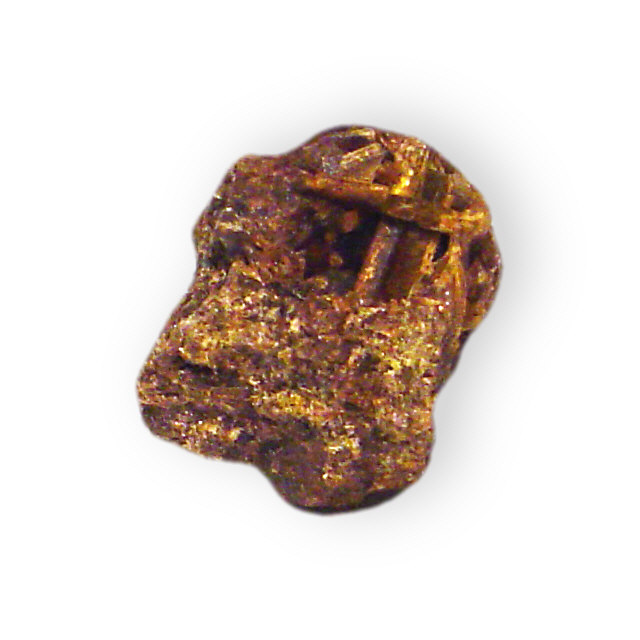
Manganaxinita - Taylorsville, Genessee Valley, condado de Plumas, Californie
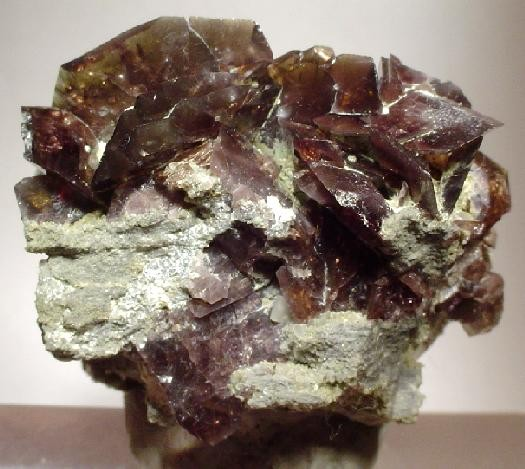
Cristales de axinita (hasta 2.3 cm) en lo alto de una matriz de West Bor Pit en Dalnegorsk, Rusia
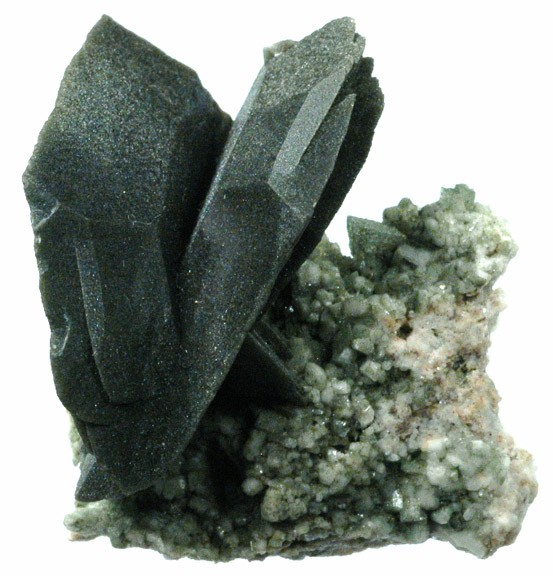
Cristales aplanados de axinita formados sobre adularia de los Alpes  Suizos
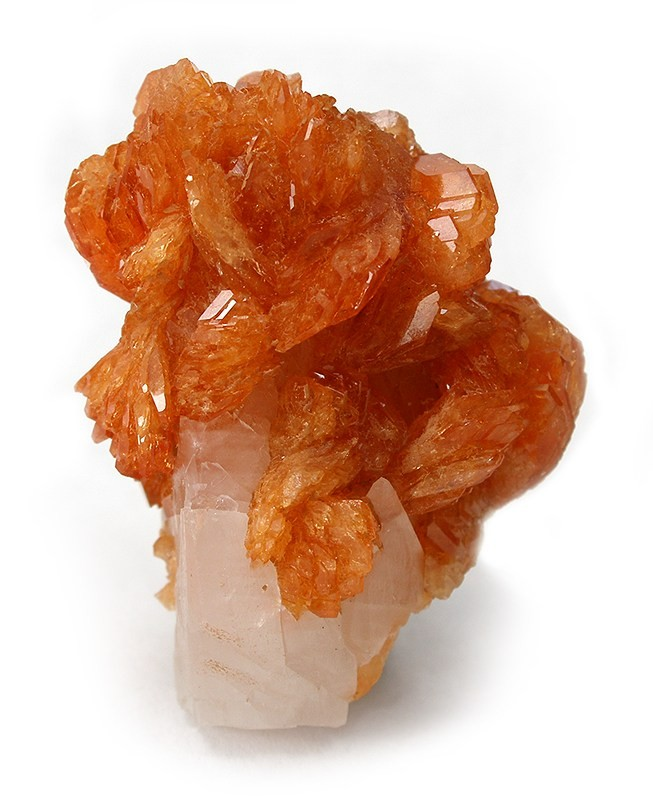
Tinzenita sobre calcita  (4.5 x 3.5 x 3 cm; Mina Wessels,  provincia del Cabo Norte, Sudáfrica)
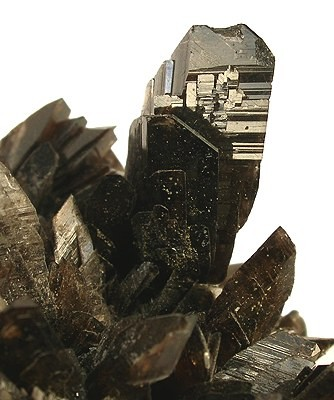
Manganaxinita (Axinita-(Mn)), con cristales curvos afilados (Dalnegorsk, Rusia)
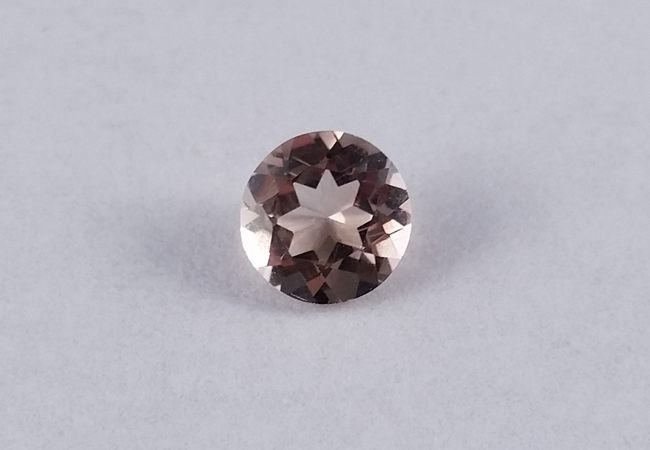
Axinite facetada, Brasil